# Marconne (rivière)
Pour les articles homonymes, voir Marconne.
La Marconne est une rivière française qui coule dans les départements de Maine-et-Loire et de la Sarthe. C'est un affluent du Loir en rive gauche, donc un sous-affluent de la Loire par le Loir et la Maine.

## Géographie
D'une longueur de 20,9 km, la Marconne prend naissance au nord de Méon. Son orientation générale va du sud vers le nord. Elle se jette dans le Loir au niveau du Lude.

## Communes traversées

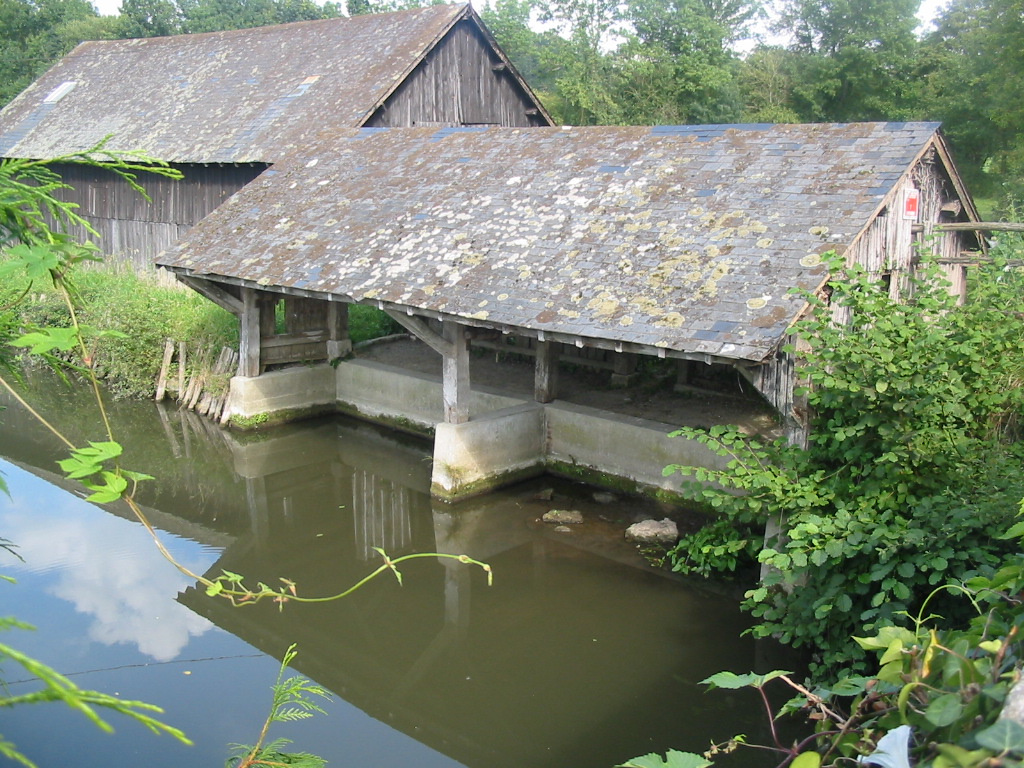
Le lavoir sur la Marconne à Dissé-sous-le-Lude.

La Marconne traverse les communes suivantes :
- Maine-et-Loire : Chigné, Dénezé-sous-le-Lude, Méon et Noyant.
- Sarthe : Dissé-sous-le-Lude et Le Lude.

## Hydronymie
Marconne, Marc-onna, « l’eau des chevaux ».